# 페르디난드 1세 (루마니아)
페르디난드 1세(루마니아어: Ferdinand I, 1865년 8월 24일 ~ 1927년 7월 20일, 재위 1914년 ~ 1927년)는 루마니아 왕국의 두 번째 군주였다.
남부 독일의 지크마링겐에서 태어났는데, 숙부인 카롤 1세가 자녀가 없었기 때문에, 카롤 1세의 형인 레오폴트 폰 호엔촐레른 후작의 차남이었던 그가 루마니아의 추정상속인이 되었다.
그는 독일계 국왕이었지만 영국인 아내였던 에든버러의 마리아의 요구에 의하여 루마니아를 제1차 세계대전에서 연합국 측에 참전시켰다. 승전으로 그는 트란실바니아, 베사라비아, 부코비나와 도브루자를 루마니아의 영토로 편입시켰다. 의지력이 약했지만 그와 에든버러의 마리아는 이 사건으로 루마니아의 가장 중요한 군주와 군주 배우자가 되었다. 그는 전(前) 국왕인 카롤 1세와는 달리 루마니아와 그 국민을 진정으로 사랑했다.

## 자녀
| 사진 | 이름                   | 생일             | 사망                   | 기타      |
| ---- | ---------------------- | ---------------- | ---------------------- | --------- |
|      | 카롤 2세               | 1893년 10월 15일 | 1953년 4월 8일(59세)   | 2남       |
|      | 루마니아의 엘리사베트  | 1894년 10월 12일 | 1956년 11월 14일(62세) | 자녀 없음 |
|      | 유고슬라비아의 마리아  | 1900년 1월 6일   | 1961년 6월 22일(62세)  | 3남       |
|      | 루마니아 왕자 니콜라에 | 1903년 8월 5일   | 1978년 6월 9일(74세)   | 자녀 없음 |
|      | 루마니아 공주 일레아나 | 1909년 1월 5일   | 1991년 1월 21일(82세)  | 2남 4녀   |
|      | 루마니아 왕자 미르체아 | 1913년 1월 3일   | 1916년 11월 2일(3세)   | 요절      |

| 전임 카롤 1세 | 루마니아 국왕 1914년 10월 10일~1927년 7월 20일 | 후임 미하이 1세 |